# مينورو اراكاوا
مينورو اراكاوا (باليابانية: 荒川實؛ بالكانا: あらかわ みのる) هو شخصية أعمال ياباني، ولد في 3 سبتمبر 1946 في كيوتو في اليابان.

## وصلات خارجية
- مينورو اراكاوا على موقع IMDb (الإنجليزية)